# Rivan
Rivan (रीवन, également transcrit Ribhan ou Reevan) est un village ainsi qu'un Village Development Committee (VDC) dans le district de Kaski dans la zone du Gandaki située dans la région de développement Ouest du Népal. Au recensement de 2011, la population s'élevait à 1 332 habitants occupant 364 logements individuels.